# Spitak
Spitak là một đô thị thuộc tỉnh Lori, Armenia. Dân số ước tính năm 2011 là 15255 người.